# Музей „Брандхорст“
„Брандхорст“ (на немски: Brandhorst Museum) е музей на модерното изкуство в Мюнхен, провинция Бавария, Германия, открит на 21 май 2009 година.
В него са изложени около 200 експоната от колекцията с модерно изкуство, собственост на наследниците на тръста „Хенкел“ Удо Фриц-Херман и Анет Брандхорст. През 2009 година колекцията на музея наброява повече от 700 творби.

## История
Анет Брандхорст, правнучка на основателя на „Хенкел“, и нейният съпруг Удо Фриц-Херман започват за колекционират изкуство през 1971. Когато през 1999 година Анет почива от рак, съпругът ѝ Удо дарява колекцията им на Баварското правителство с условието да бъде построена подходяща сграда за музей. Разходите по строителството, възлизащи на 67 милиона долара, са финансирани от Бавария.

## Сграда
Сградата с продълговатата си двуетажна паралелепипедна структура и многоцветна фасада, изработена от 36 000 вертикални керамични елемента с 23 различни разцветки на емайла, е дело на архитектите от „Зауербрух Хътън“. Разположена е до Пинакотеката на модерното изкуство в Мюнхенския Ареал на изкуството. В сградата има три изложбени пространства, свързани помежду си със стълбища. Художествените галерии (с изключение на Медийната зала) са с бели стени и дъбови паркети.

## Колекция
Музеят представя изчерпателна сбирка от около 100 произведения на Анди Уорхол (Сърп и чук, 1976, Тайната вечеря, 1986) и повече от 60 творби на Сай Туомбли, което я прави най-голямата колекция на Туомбли извън Щатите. Монументалната серия на Туомбли, озаглавена „Лепанто“, се отнася до морската битка при Лепанто от 1571 между Отоманската империя и силите на Свещената лига. Една от залите в музея с форма на неправилен осмоъгълник е създадена специално, за да приюти цикъла „Лепанто“, който представлява картина в 12 части.
Други модерни артисти в колекцията са Йозеф Бойс, Марио Мерц, Янис Кунелис, Георг Базелиц, Франческо Клементе, Герхард Рихтер, Брус Науман, Жан-Мишел Баскиа, Майк Кели, Зигмар Полке, Джон Чембърлейн, Робърт Гоубър, Ерик Фишл, Алекс Кац и Деймиън Хърст. Сред графиците, представени в колекцията, са Казимир Малевич, Курт Швитерс и Хуан Миро.
Притежание на музея е и сбирка от 112 илюстрирани книги на Пабло Пикасо, тъй като Удо и Анет Брандхорст били почитатели не само на изящните изкуства, но и на литературата. Сред по-новите придобивки в колекцията са видео инсталации на Айзък Джулиън и Валтер де Мария.

## Галерия
- Северният вход
- Детайл от фасадата